# Vamdrup Sogn
Vamdrup Sogn ist eine Kirchspielsgemeinde (dän.: Sogn) im südlichen Dänemark. Bis 1970 gehörte sie zur Harde Anst Herred im damaligen Ribe Amt, danach zur Vamdrup Kommune im erweiterten Vejle Amt, die im Zuge der  Kommunalreform zum 1. Januar 2007 in der „neuen“  Kolding Kommune in der Region Syddanmark aufgegangen ist.
Im Kirchspiel leben 5562 Einwohner, davon 4836 im Kirchdorf (Stand:1. Januar 2023). Im Kirchspiel liegt die Kirche „Vamdrup Kirke“.
Nachbargemeinden sind im Norden Skanderup Sogn, im Osten Hjarup Sogn und im Südosten Ødis Sogn, ferner in der benachbarten Vejen Kommune im Südwesten Jels Sogn, im Westen Skodborg Sogn und im Nordwesten Andst Sogn.